# 南部街道
南部街道（なんぶかいどうは）は、岩手県遠野市から同県気仙郡に至る街道。

## 概要
「葛西領内地図」に記載されている。建武2年（1335年）頃からの、遠野南部から海岸に通じる古道。
閉伊郡横田村（現 遠野市）から青笹－上郷平倉－赤羽根峠を経由して、葛西領（のちの伊達領）に至る街道。

## 別称としての南部道
藩政時代の久保田（秋田）藩と隣藩 盛岡藩を結ぶ脇街道の秋田側の総称。盛岡藩が南部藩と呼ばれたことに由来する。
| 久保田藩 関所・番所 | 秋田側呼称                   | 峠       | 岩手側呼称       | 盛岡藩 関所・番所  | 備考 |
| ------------------- | ---------------------------- | -------- | ---------------- | ------------------ | ---- |
| 十二所口            | 南部街道、南部道             | —        | 鹿角往来         | 土深井番所         |      |
| 生保内口            | 南部街道、生保内街道         | 国見峠   | 秋田往来         | 橋場番所           |      |
| 善知鳥(うとう)口    | 松坂峠(善知鳥越)             | 善知鳥道 | 沢内番所（太田） | 沢内番所は物留番所 |      |
| 大松川（福万）口    |                              | 萱峠     |                  |                    |      |
| 小松川口            | 白木嶺道、小松川街道、南部道 | 白木峠   | 沢内街道         | 越中畑番所         |      |

## 参考資料
- 岩手放送『新版 岩手百科事典』岩手放送株式会社、1988-10-115。

- 「角川日本地名大辞典」編纂委員会『角川日本地名大辞典 3 岩手県』角川書店、1985年。ISBN 4-04-001030-2。
- 「角川日本地名大辞典」編纂委員会『角川日本地名大辞典 5 秋田県』角川書店、1980年。ISBN 4-04-001050-7。